# Hamont-Achel
Hamont-Achel (en limburguès Haëmet-Achel) és un municipi belga de la província de Limburga la regió de Flandes. Està compost per les seccions de Hamont i Achel.

## Evolució demogràfica des de 1977
Font: INS

## Història
El municipi fou una de les 23 Bones Viles del Principat de Lieja.